# الفخری
الفخری یا الفخری فی (صناعة) الجبر و المقابله کتابی است با موضوع جبر که توسط ابوبکر کرجی نوشته شده است. کرجی این کتاب را برای فخرالملک واسطی (ابوغالب محمد) نوشته و نام او را بر کتاب خود گذارده است. این کتاب یکی از مهم‌ترین آثار جبری دوره اسلامی است.
چندین نسخهٔ خطی از این کتاب در پاریس و استانبول و قاهره و غیره وجود دارد و فیلم آن نیز به شمارهٔ ۳\۳۶۱ در کتابخانه مرکزی دانشگاه تهران در دست است.

## تاریخچه
کرجی کتاب الفخری را زمانی که در بغداد و نزد ابوغالب محمدبن علی بن خلف واسطی ملقب به فخرالملک (وزیر بهاءالدوله و سلطان‌الدوله دیلمی متوفی در ۴۰۷ ه‍.ق) بوده نوشته و نام وی را بر کتاب خود گذارده‌است. کرجی در مقدمهٔ کتاب می‌گوید:
چنین دریافتم که موضوع علم حساب استخراج مجهولات از روی معلومات در جمیع انواع آن است و پی بردم که واضح‌ترین راه‌ها به سوی آن، و نخستین وسیله برای رسیدن به آن، صناعت جبر و مقابله است، از جهت قدرت آن و شمول آن بر همهٔ مسائل مختلف حساب؛ و دیدم که کتاب‌هایی که در این صناعت تصنیف شده به‌طور کامل همهٔ اطلاعات مقدماتی لازم را در برندارند؛ و از جهت آنچه برای وقوف یافتن بر فروع آن لازم است کافی نیستند؛ و کسانی که این کتاب‌ها را تألیف کرده‌اند در شرح مقدمات آن، که راه رسیدن به‌غایت و دست یافتن به نهایت این علم است، کوتاهی کرده‌اند. سپس در این صناعت چیزهای تازهٔ نیکویی یافتم که در آثار هیچ‌یک از آن مؤلفان ندیدم؛ و مشکلاتی را حل کردم که در کتاب‌های آنان بیان آن‌ها را نیافتم؛ و چون این فضیلت را یافتم و احتیاج به جبران این نقیصه را حس کردم چاره‌ای جز این نیافتم که کتابی تألیف کنم که همهٔ این معلومات را دربرداشته باشد و در آن شرح ملخص اصول جبر را بدهم، به نحوی که از کدورت حشو و آلایش لغو پاک و مصفا باشد…
الفخری نخستین بار توسط فرانتس وپکه، مستشرق آلمانی مورد بررسی قرار گرفت. وپکه خلاصه‌ای از الفخری را از روی نسخهٔ خطی موجود در پاریس همراه با تحلیلی در سال ۱۸۵۳ و به زبان فرانسه منتشر ساخت. تحقیقات وپکه توجه خاورشناسان دیگر را به آثار کرجی جلب کرد و پس از وی آدولف هوخهایم ترجمهٔ آلمانی کتاب «الکافی فی الحساب» کرجی را بین سال‌های ۱۸۷۸ تا ۱۸۸۰ منتشر کرد.

## مباحث
کتاب الفخری به دو قسمت تقسیم شده که قسمت اول مشتمل بر قواعد محاسبات جبری و و کلیاتی در حل معادلات معین و سیاله است، و قسمت دوم عبارتست از حل‌المسائلی مشتمل بر ۲۵۴ مسئله، که به پنج طبقه تقسیم شده‌اند.
کرجی در این کتاب برخی از مسائل کتاب علم حساب دیوفانتوس را عیناً یا با تغییر دادن مقادیر معلوم آورده‌است. وپکه در کتاب خود ثابت کرد که اولاً کتاب الفخری مسائلی زاید بر کتاب دیوفانتوس دارد (جورج سارتون تعداد آن‌ها را ۲۵ عدد ذکر کرده) و ثانیاً «کارهای فیبوناتچی بدان درجهٔ اصالت که کوشیده‌اند به آن نسبت دهند نیست، بلکه قسمت اعظم آن‌ها مأخوذ از عرب‌ها و خاصه از کرجی است.»